# 2004 год в боксе
2004 год в боксе.

## Любительский бокс

### Олимпийские игры
| Дисциплина  | Золото                       | Серебро                      | Бронза                         |
| До 48 кг    | Ян Бартелеми Куба            | Атагюн Ялчинкая Турция       | Цзоу Шимин Китай               |
| До 48 кг    | Ян Бартелеми Куба            | Атагюн Ялчинкая Турция       | Сергей Казаков Россия          |
| До 51 кг    | Юриоркис Гамба Куба          | Жером Тома Франция           | Фауд Асланов Азербайджан       |
| До 51 кг    | Юриоркис Гамба Куба          | Жером Тома Франция           | Рустамходжа Рахимов Германия   |
| До 54 кг    | Гильермо Ригондо Куба        | Ворапоя Петчкума Таиланд     | Агаси Мамедов Азербайджан      |
| До 54 кг    | Гильермо Ригондо Куба        | Ворапоя Петчкума Таиланд     | Баходиржон Султанов Узбекистан |
| До 57 кг    | Алексей Тищенко Россия       | Ким Сон Гук КНДР             | Виталий Тайберт Германия       |
| До 57 кг    | Алексей Тищенко Россия       | Ким Сон Гук КНДР             | Чо Сок Хван Республика Корея   |
| До 60 кг    | Марио Кинделан Куба          | Амир Хан Великобритания      | Серик Елеуов Казахстан         |
| До 60 кг    | Марио Кинделан Куба          | Амир Хан Великобритания      | Мурат Храчев Россия            |
| До 64 кг    | Манус Бунчамнонг Таиланд     | Юдель Джонсон Куба           | Борис Георгиев Болгария        |
| До 64 кг    | Манус Бунчамнонг Таиланд     | Юдель Джонсон Куба           | Йонуц Георге Румыния           |
| До 69 кг    | Бахтияр Артаев Казахстан     | Лоренсо Арагон Куба          | Ким Чон Джу Республика Корея   |
| До 69 кг    | Бахтияр Артаев Казахстан     | Лоренсо Арагон Куба          | Олег Саитов Россия             |
| До 75 кг    | Гайдарбек Гайдарбеков Россия | Геннадий Головкин Казахстан  | Сурия Со. Пхленчит Таиланд     |
| До 75 кг    | Гайдарбек Гайдарбеков Россия | Геннадий Головкин Казахстан  | Андре Диррелл США              |
| До 81 кг    | Андре Уорд США               | Магомед Арипгаджиев Беларусь | Ахмед Исмаил Египет            |
| До 81 кг    | Андре Уорд США               | Магомед Арипгаджиев Беларусь | Уткирбек Хайдаров Узбекистан   |
| До 91 кг    | Одланьер Солис Куба          | Виктор Зуев Беларусь         | Мохамед Эльсайед Египет        |
| До 91 кг    | Одланьер Солис Куба          | Виктор Зуев Беларусь         | Насер Аш-Шами Сирия            |
| Свыше 91 кг | Александр Поветкин Россия    | Мухаммед Али Египет          | Микель Лопес Нуньес Куба       |
| Свыше 91 кг | Александр Поветкин Россия    | Мухаммед Али Египет          | Роберто Каммарелле Италия      |

### Чемпионат Европы
| Дисциплина                   | Золото                       | Серебро                   | Бронза                                                   |
| Минимальный вес (— 48 кг)    | Сергей Казаков Россия        | Альфонсо Пинто Италия     | Пал Бедак Венгрия Салим Салимов Болгария                 |
| Наилегчайший вес (— 51 кг)   | Георгий Балакшин Россия      | Николос Изория Грузия     | Рустамходжа Рахимов Германия Анджей Ржаны Польша         |
| Легчайший вес (— 54 кг)      | Геннадий Ковалёв Россия      | Али Халлаб Франция        | Детелин Далаклиев Болгария Анджей Личик Польша           |
| Полулёгкий вес (— 57 кг)     | Виталий Тайберт Германия     | Кедафи Дельхир Франция    | Михаил Бернадский Белоруссия Константин Купатадзе Грузия |
| Лёгкий вес (— 60 кг)         | Димитр Штилянов Болгария     | Айдын Сельчук Турция      | Дьюла Кате Венгрия Доменико Валентино Италия             |
| Полусредний вес (— 64 кг)    | Александр Малетин Россия     | Игорь Пащук Украина       | Мустафа Караголу Турция Вилли Блен Франция               |
| Первый средний вес (— 69 кг) | Олег Саитов Россия           | Ксавье Ноэль Франция      | Руслан Хаиров Азербайджан Роландас Ясявичус Литва        |
| Второй средний вес (— 75 кг) | Гайдарбек Гайдарбеков Россия | Лукас Вилашек Германия    | Джавид Тагиев Азербайджан Энди Ли Ирландия               |
| Полутяжёлый вес (— 81 кг)    | Евгений Макаренко Россия     | Марио Сиволия Хорватия    | Алексей Кузимский Польша Андрей Федчук Украина           |
| Первый тяжёлый вес (— 91 кг) | Александр Алексеев Россия    | Виктор Зуев Украина       | Ведран Джипало Хорватия Эртугрул Эргезен Турция          |
| Супертяжёлый вес (+ 91 кг)   | Александр Поветкин Россия    | Роберто Каммарелле Италия | Ярослав Якшто Литва Сергей Рожнов Болгария               |

## Профессиональный бокс

### Тяжёлый вес
- 10 апреля  Леймон Брюстер в бою за вакантный титул WBO, нокаутировал TKO5  Владимира Кличко.
- 11 апреля чемпион IBF,  Крис Бёрд свёл вничью SD бой с  Анджеем Голотой.
- 17 апреля  Джон Руис защитил TKO11 титул WBA в бою с  Фресом Окендо.
- 24 апреля в бою за вакантные титулы WBC и The Ring,  Виталий Кличко победил TKO8  Корри Сандерса.
- 4 сентября  Леймон Брюстер защитил SD титул WBO в бою с  Кали Миеном.
- 13 ноября  Крис Бёрд победил SD  Джамиля Макклайна, и защитил титул IBF.
- 13 ноября  Джон Руис защитил UD титул WBA в бою с  Анджеем Голотой.
- 11 декабря  Виталий Кличко защитил титулы WBC и The Ring в бою с  Дэнни Уильямсом.

### Средний вес
- 18 сентября  Бернард Хопкинс в объединительном бою победил KO9  Оскара Де Ла Хойю, и стал первым человеком в мире, который объединил все чемпионские пояса, со времён когда их стало 4 основных. (WBA, WBC, IBF, WBO и также завоевал пояс The Ring).